# Ruddington
Ruddington est une paroisse civile et un village du Nottinghamshire, en Angleterre.